# ウンキュウ
ウンキュウは、クサガメとニホンイシガメの雑種の俗称である。自然下でもまれに発生する。
ウンキュウはクサガメに近い特徴を持つもの、ニホンイシガメに近い特徴を持つもの、両者の中間的特徴を持つものなど、バリエーションが豊富である。一般的に種間交雑により生まれる雑種には正常な繁殖能力を持たないものが多いが、ウンキュウでは繁殖能力が維持されている個体が多く確認されている。結果、純粋なクサガメとニホンイシガメを両親に持つウンキュウは両者の中間的な特徴を持つと思われるが、そのウンキュウどうしを繁殖させた場合、雑種第2代以降は遺伝的に偏りが生じるため、よりクサガメ的な特徴を持つもの、またはよりイシガメ的な特徴を持つものなどが生まれてくる。また、ウンキュウと純粋なクサガメ、もしくはニホンイシガメとの間に交雑が起こった場合、その子供にはやはり遺伝的な偏りが生じるため、それぞれクサガメ、ニホンイシガメの特徴を強く持つウンキュウが生まれてくる。このことがバリエーションを豊富にしている理由だろう。このように繁殖能力が維持されるという特徴はクサガメとニホンイシガメが生物学的に近縁であることをしめしている。研究者によってはクサガメとニホンイシガメを同属にするべきであるとの考え方もある。しかしながらウンキュウに繁殖能力があるからといって、両者が同種ということはない。自然状態においてクサガメとニホンイシガメという種が明確に保持されている以上、クサガメとニホンイシガメは別種である。
自然状態において本来クサガメとニホンイシガメは好む生息環境にずれがあり、あまり頻繁に雑種を作ることはないと思われるが、放流や生息地の改変などの人為的影響で両者の出会う機会が増えることは両者の生殖隔離を乱してしまう結果となるため、頻繁にウンキュウが出現する環境というのは好ましいものではないだろう。ただ両者の生殖隔離機構については未知の部分が多いため、ウンキュウはその解明の手がかりになる存在であるかもしれない。
「幻のカメ」とも言われ、一時は高価であったが、近年ブリーダーが増えたため、価格は下がっている。飼育自体は水替えや強力なフィルターなどを用いて清涼な水質を維持する、日光やそれに準じる電灯設備下でしっかり甲羅干しをさせる、栄養バランスの整ったエサを与えるなどのカメの基本的な飼い方を守っていれば、容易である。クサガメの性質を受け継いでか、飼育者にもよく慣れるようである。ただあくまでも雑種、ペットということを踏まえ、野外への放流はしてはならない。